# Chālmeh Kandī
Chālmeh Kandī (persiska: چالمه كندی, چالمِه, چَلما, چَلما كِندی, چَلما كَندی) är en ort i Iran.   Den ligger i provinsen Ardabil, i den nordvästra delen av landet, 500 km nordväst om huvudstaden Teheran. Chālmeh Kandī ligger 223 meter över havet och antalet invånare är 734.
Terrängen runt Chālmeh Kandī är lite kuperad. Runt Chālmeh Kandī är det ganska glesbefolkat, med 35 invånare per kvadratkilometer. Närmaste större samhälle är Khān Bābā Kandī, 6,6 km öster om Chālmeh Kandī. Trakten runt Chālmeh Kandī består till största delen av jordbruksmark.